# Aurelia Folliero de Luna
Aurelia Folliero de Luna (Napoli, 1827 – Firenze, 1895) è stata una scrittrice italiana.

## Biografia
Aurelia Folliero de Luna nacque in una famiglia di patrioti che era in contatto con intellettuali cattolici e rivoluzionari, tra cui Niccolò Tommaseo. Suo padre era il cavaliere Giovanni Folliero, mentre sua madre Cecilia de Luna, appartenente all'aristocrazia ispano-napoletana, fu autrice di un saggio sull'istruzione femminile, per il quale aveva ricevuto un premio da una società intellettuale parigina. Negli anni '30 dell'Ottocento Aurelia fu mandata a studiare a Parigi, dove avrebbe desiderato intraprendere la carriera operistica, tuttavia la sua famiglia era contraria alle sue ambizioni, e così tornò a Napoli, dove sposò il librettista Giorgio Tommaso Cimino. Dopo i moti del '48 la coppia trascorse 12 anni in esilio in Inghilterra, dove Folliero de Luna contribuì a provvedere economicamente alla sua numerosa famiglia dando lezioni di canto e di lingua.
Tornata in Italia, nel 1857 pubblicò alcuni articoli tradotti dall'inglese nella rivista milanese Gabinetto di Lettura. In seguito scrisse per la rivista torinese Italie collaborando con Cristina Belgioioso, nonché fu autrice di una serie di lettere apparse su La Nazione e sulla Rivista Europea. Nel 1872 fondò la rivista La Cornelia, la quale affrontava temi come la riforma dell'istruzione, delle leggi sulla famiglia e delle professioni in favore delle donne. Tra i suoi collaboratori vi erano Dora d'Istria, Lia d'Aure, Malvina Frank, Malwida von Meysenbug, Aleardo Aleardi, Brigida Fava Ghisilieri, Alberto Errera, Riccardo Mitchell e Luigi Pigorini. La sua esperienza lavorativa in Inghilterra aveva fatto sì che Folliero del Luna avesse interiorizzato la consapevolezza dell'importanza del lavoro e di una buona istruzione. I suoi scritti si rivolgevano soprattutto alle donne benestanti, coloro che godevano di una cospicua sicurezza finanziaria e sociale, ritenute in grado di guidare e supportare il movimento femminista.
Nel 1878 si recò in Francia in occasione del Congresso internazionale per i diritti delle donne assieme ad una commissione parlamentare per un'indagine sull'istruzione agraria femminile. Il suo studiò fu riassunto in una sua opera, e per mezzo dei suoi dossier tentò di smuovere l'opinione pubblica italiana sul tema, proponendo di stabilire un piano per l'insegnamento delle scienze agrarie alle donne italiane. Nel 1882 si recò alla Mostra di Trieste per conto del Ministero dell'Agricoltura: l'anno successivo pubblicò il suo resoconto nel periodico milanese Italia Agricola. La sua ultima opera intitolata Questioni sociali comprende una serie di saggi, ora parte della Biblioteca di Scienze Sociali di Cesena. Fu inoltre fondatrice di una scuola rurale, e i suoi sforzi fecero sì che il ministro dell'Istruzione Pasquale Villari ordinasse a tutti gli istituti delle Belle Arti di accettare le donne tra i loro studenti.

## Opere
- Gabriello. (romanzo)
- L'indolenza in Italia, 1870. (saggio)
- L'Esposizione dei lavori femminili di Firenze e l'educazione della donna in Italia, Firenze, Martini, 1872.
- Miramar, o Massimiliano d'Austria, Firenze, 1875.
- Lagune, monti e caverne, Firenze, Tipografia Cooperativa, 1879.
- Questioni sociali, Cesena, Gargano, 1892. (raccolta di saggi)
- Elena Blavatsky, Annie Besant e la teosophia moderna, Roma, Civelli, 1893.